# 重啟咲良田
《重啟咲良田》（日语：サクラダリセット）是河野裕撰寫，椎名優繪製插畫的輕小說。由角川Sneaker文庫（角川書店）出版，全7冊。简体中文版由天闻角川发行，百花洲文艺出版社出版。繁体中文版由四季出版發行。原作曾獲《這本輕小說真厲害！》2013年度第9名。
吉原雅彦負責的漫畫化作品連載於《月刊少年Ace》2011年2月至11月號，並出版單行本，全2冊。2016年9月宣布真人電影化，同年11月宣布動畫化。電影前、後篇分別於2017年3月15日和5月13日上映。動畫則於2017年4月5日起東京都會電視台等電視台播送，全24話。

## 劇情大綱
咲良田，一座看似平凡普通、安詳寧靜的城鎮，實際上城中半數居民都是擁有超能力並受到約束的「能力者」。就讀蘆原橋高中的淺井惠和春埼美空，正是「管理局」嚴密控管的對象，
因為惠與春埼合作的「重啟」指令，能夠讓世界回到三天前，使一切重新來過。為了讓管理局放寬監視而加入「服務社」的兩人，某天收到了一名少女的委託：「請讓我的貓復活！」
惠和春埼為了救助貓咪，使用了「重啟」……

## 登場人物

### 主要人物
淺井惠（Asai Kei，聲：石川界人、山村響（少年）；演：野村周平）
本作男主角，特徵是藍髮、藍瞳的少年。蘆原橋高中一年級生，參加校內「服務社」，解決超能力引發的問題，並受「管理局」監視。面無表情，但情感豐富，正義感非常高，對心中少許惡意有著潔癖，因此覺得自己是個「偽善者」。喜歡吃甜食、看書。挚友評價他個性彆扭，就像「披著羊皮的羊」。
擁有「記憶保持」能力，只要是自己五感與意識曾經感受過的事物，無論是畫面、聲音，甚至是情緒，只要回想就能完整的回憶起來。強度高於春埼的「重啟」，能不受她能力的影響，因此能夠記得世界重啟前的記憶。
此外擁有超高的智謀與別人所沒有的應變能力，加上腦袋思緒快速且清晰，能夠當機立斷地做出計劃與選擇，很容易就直接切中核心，擅長驅動自己的智略。不斷利用智謀不讓任何人受傷，夢想通過一己之力令咲良田保持超能力。
初次來到咲良田時（故事開始的4年前），受管理局監視，沒有自由。車站初遇浦地正宗，浦地幫他修復過鑰匙圈，之後鑰匙圈再度裂開，惠得以推算浦地能力的有效時間。為了探尋在這個半數人民具備超能力的神奇城市以及管理局的秘密還有幕後的真相，自己展開了行動。
在就讀七坂國中的時代（故事開始的2年前）因為同年級的相麻菫叫到天台的關係結識了春埼美空。在得知春埼的超能力是最多將世界倒帶3天的「重啟」能力後決定與春埼一起聯合自身的能力行動。但一次個人原因要求春埼使用「重啟」能力時，相麻菫卻意外過世，因為此事後決定要讓大家都獲得幸福，不希望有人因為自己的原因而死去。
在校園園遊會當日，邀美空到南校舍的頂樓，說了類似告白的話。
春埼美空（Haruki Misora，聲：花澤香菜；演：黑島結菜）
本作第一女主角，特徵是棕髮紅瞳的少女。蘆原橋高中一年級生，與惠一同參加服務社。對一切事物同等看待的冷淡少女，只相信惠的指示會聽從惠所說的任何話，並以他為中心思考和行動。喜歡習慣收集與貓有關的小物品。
擁有「重啟」能力，能將「一切重新配置，重現世界過去的型態」，表面上效果如同時間倒回。倒回到昨天或前天都可，最大限度是到回到三天前。但是使用限制多，例如重啟後自己的記憶也會重啟，所以不會記得自己使用過能力。惠是例外，因此才聽從惠的指示發動重啟。有存檔才能重啟；存檔過72小時或重啟會使存檔失效；重啟後過24小時才能再存檔。
在國中時代（故事開始的2年前）因為相麻菫的關係而結識了淺井惠。內在缺乏自我認知，故外表面無表情，幾乎不會表露出感情來，但是自從結識惠之後，與惠相處久了，感情有了些許的改變，對惠抱有特殊的情感。
因沈默寡言而不擅長與人交流，主要原因是由於幼年時缺乏自我意識所造成的影響，從而會將其他人遭受的痛苦歸咎於自己身上。因為悲傷會磨損情感，即使失去情感，也要繼續做出正確選擇。後來受淺井惠介紹，與野之尾盛夏成為時常聊天的好友。
與相麻菫雖然並非朋友，但是與相麻菫是互相認可對方的。雙方有困難之時還會盡其所能去幫助對方。與惠說過還是想要和相麻菫有一定的程度的對立會比較好，即意指擔任對方的情敵。
在校園園遊會當日，被邀惠到南校舍的頂樓，惠對她說了類似告白的話。
相麻菫（Sōma Sumire，聲：悠木碧；演：平祐奈）
本作第二女主角，特徵是棕髮棕瞳的少女。惠和春埼國中時的同學。稱作「野貓般的少女」，喜歡用比喻、假設性對話的奇妙少女。也是介紹春埼給惠認識的撮合者，對惠抱有特殊的情感。
擁有「看到別人未來的記憶」的能力，這個未來沒有時間限制，因此理論上可以看到這個人一直到死的所有記憶。必須透過對話能看見對話對象的未來，該能力無法對自身起效。與管理局魔女的「預知未來」的能力相似，魔女認為是下一代繼承人的最佳人選。
在國中時代（故事開始的2年前，動畫第二集）的惠和春埼使用重啟後，相麻卻意外過世(8/31)，因為重啟過的存檔不能重啟第二次，兩人認為已無法復活。
但惠集結春埼、村瀨陽香、坂上央介等能力者，惠與三人透過佐佐野宏幸「重現過去」的能力，進入照片世界後，惠藉由春埼加上村瀨陽香以及坂上央介等人的能力，使照片世界中的相麻菫(8/17)成功復活（或是成功複製）。
在與浦地正宗對話中，為了隱藏身分，而向對方自稱自己為「二代魔女」(對相麻菫而言，「一代魔女」指的是創立管理局的初代魔女還是兩年前死掉的自己，這點就不得而知)。在逃離浦地正宗的追捕時，為了協助惠而替惠爭取5分鐘的時間，向浦地正宗說出自己計劃：為了繞過三年後與浦地「不會妨礙」的協定，相麻菫在兩年前先透過智樹下達指令後自殺，之後在三年後讓惠一群人把自己「複製」出來。認為真正的「相麻菫」在兩年前就已經過世了，自己只是「相麻菫」的複製人，沒有真正的名字，只是個無名的系統。妨礙浦地的人不是自己而是「相麻菫」，所以在索引小姐面前說的是「實話」。
在結局的會談中，被惠道破當初確確實實地聽見了智樹傳遞來的聲音訊息，但相麻菫一直無法相信自己真的復活，認為自己仍有可能是「相麻菫」的複製人。與惠交談後，承認自己的脆弱和接受自己就是相麻菫。
與春埼美空雖然非朋友的關係，但是與春埼是互相認可對方的，雙方有困難之時還會盡其所能去幫助對方，與惠的交談可看出想與春埼保持著一定的程度的對立。

### 與惠相關的人物
中野智樹（Nakano Tomoki，聲：江口拓也；演：健太郎）
蘆原橋高中一年級生，惠與春埼的同班同學，性格開朗的少年，相當健談。是少數能理解惠的真正挚友，惠在國中時期曾寄住在他家。有在玩樂隊，在學園祭上也有上台表演。
擁有「傳遞聲音給特定人士」的能力，可以在想要的時間把聲音傳給特定的人，但只單方面的傳遞；能力強度高，級別為A，且可無視任何能力，甚至是「重啟」的影響。
在國中時代（故事開始的2年前）就認識惠和春埼。在兩年前讓相麻堇利用能力向兩年後的惠傳話，藉此逃避管理局與浦地一行人的協定與偵測。在淺井惠解決由能力引發的事件時，曾多次協助惠使用自己的能力。
村瀨陽香（Murase Yōka，聲：牧野由依；演：玉城蒂娜）
蘆原橋高中二年級生，特徵是黃短髮、紫瞳的少女。因為長期都不去學校上課，所以後來去重讀一年級，雖然不常去學校，但是個成績和運動都很優秀的人。面對他人時相當強勢，充滿攻擊性，但其實內心非常軟弱、害怕、無助。
擁有「消除觸碰任何人事物」的能力，指定「身體任何部位」消除「任何事物」的能力，能力效果持續期間可以疊加，但是有時間限制，效果只能維持5分鐘；能力應用範圍相當廣泛，無論是事物、人體、重力，甚至連別人的能力也能消除。
為了讓死去的貓復活，而去找服務社團所屬的惠和春埼商量，而她是為了得到「麥高芬」才接近惠他們。至於她討厭想報復並改變管理局的原因：哥哥曾是隸屬管理局的職員，在某次事件中因意外去世。最後惠以強硬的自我傷害方式，放下過去的傷痛，回到學校上課，成為惠等人的夥伴。
野之尾盛夏（Nonoo Seika，聲：三澤紗千香）
高中一年級生，與惠等人所屬不同學校，就讀於大宮高中，特徵是黑髮（動畫中是藍髮）藍瞳、髮型為姬髮式的少女，非常喜愛貓，時常在神社與貓度過日常。給人冷靜慵懶的感覺，不太喜歡和別人說話。
擁有「和貓共享意識」的能力，能夠掌握咲良田所有貓的動向，實現方式是通過腦袋放空到忘我的狀態時（例如睡覺）可以和貓共享並感知意識，但如果貓沒意識也無法讀到意識（例如睡覺）；某種程度上也可以操縱貓的行動，由於能力的關係，平常也會受貓的情緒左右。
在幫助淺井惠和春埼美空完成村瀨陽香復活貓的事件後，與春埼美空成為朋友，教導春埼學會與人溝通，認為對於春埼來說「無關緊要的交談」也是表達情感的方式，就算只是說很舒服的無意義的話也是一樣。
在幼年時（9年多前）曾無意闖入野貓宅，因為不能與普通孩子相處而感到難過，但由於老爺爺能夠接納她而對其心懷感激，並與在那裡居住的老爺爺成為了朋友，並視老爺爺其為親生祖父。委託惠在「夢世界」去探望野貓屋的老爺爺，在重啟後受惠的委託，令老爺爺平復米琪兒的內心。
皆實未來（Minami Mirai，聲：山田悠希；演：矢野優花）
蘆原橋高中一年級生，惠與春埼的同班同學，特徵是黃髮黃瞳、髮型為雙馬尾的少女，性格活潑開朗。對都市傳說和怪談很感興趣，是U研（未確認研究會）社員。面對感興趣的事情時會很積極的行動。
擁有「帶著情報死去」的能力，也就是成為幽靈。對於自己的不特別而感到自卑，就算因此會死也在所不惜。
岡繪里（Oka Eri，聲：相坂優歌；演：恒松祐里）
國中三年級生，惠國中時的學妹，舊姓「藤川」。身著龐克服裝、配戴紅色隱形眼鏡，紅色美瞳為其特徵。對惠抱有兼具憎恨和尊敬的複雜感情。
擁有「操作記憶」的能力，可以增加與刪減記憶，對曾經使用過效果的對象再次使用，前一次的效果會被覆蓋。
宇川紗紗音（Ukawa Sasane，聲：小清水亞美；演：岡本玲）
在管理局打工的大學一年級生。非常喜歡巧克力，與淺井惠初次見面時便請他吃KITKAT。
擁有「改變世界上所有物體」的能力，將能夠認為辦的到事情化為真實，但對生物無效，只可以影響非生物之外的事物，使用能力時會戴上戒指是其特徵。想要透過能力來修正這個世界。
津島信太郎（Tsushima Shintarō，聲：上田燿司；演：吉澤悠）
管理局職員，蘆原橋高中的數學教師，並擔任「服務社」的顧問，平常都看起來很疲倦。對學生採取放任主義，也很關心學生的生活，與惠等人相處不錯。是作品少數的無能力者。

### 管理局相關人物
浦地正宗（Urachi Masamune，聲：櫻井孝宏、田村睦心（少年）；演：及川光博）
管理局對策室室長。阻礙惠等人的行動。曾與初次來到咲良田的惠見過面。厭惡咲良田的能力，認為人類不該靠奇蹟而是靠自己的力量過活，並認為所有能力者皆應厭惡自己的能力。
擁有「使人事物的時間回溯」的能力，極限是回溯到兩、三年前，最大限度只能回溯到五年前，因為對自身使用了能力，回溯了自身的記憶，而使自身的記憶類似被刪除掉的樣子，因此靠著身邊兩本手帳裡所寫的的記憶過活，也能應付「重啟」的能力，與村瀨、岡、宇川還有春埼的能力都有些類似之處。
索引小姐（Sakuin，聲：植竹香菜；演：中島亞梨沙）
管理局的女性職員，由於隱藏起本名，而讓人用其所屬能力來稱呼。
擁有「看穿他人所有情緒」的能力，說謊的話在她眼中呈現為紅色。其能力便是找出其他能力者，就如同能力者的索引一般，她對自己的能力感到厭惡，這也是浦地欣賞她的地方。
加賀谷（Kagaya，聲：喜山茂雄；演：丸山智己）
管理局的中年男性職員。擁有能夠將碰觸的物品「上鎖」的能力，據浦地與宇川的對話，被「上鎖」的物體不受能力影響，而加賀谷被管理局下令禁止對人施展能力。
隱藏號碼（Hitsūchikun，聲：西山宏太朗（好井良治）、紗倉のり子（變聲時））
有著重度潔癖的情報販子，本名「好井良治」。討厭和人直接見面，僅通過電話和人接觸。為人謹慎，為了不通過聲音暴露自己而使用變聲器改變聲音。由於平常會收集各種情報，只要好好應對，就可以從他身上得到情報，而且他非常喜歡無意義的先調查別人。
擁有「將情報轉成營養」的能力，從人類吸取會造成人類暫時失去意識，但如果大量吸取他人的情報就會危及他人生命。
魔女（Majō，聲：大原沙耶香、荒川美穂（少女）；演：加賀まり子、奧仲麻琴（年輕時））
地位接近管理局頂點的高齡女性，作為管理局管理咲良田的系統存在着，名字和個性均被消除，被囚禁在無法逃亡的房間內。
擁有「預知未來」的能力，透過閉眼並觸摸對方（可對自己用）來得知對方未來。
是40年前成立管理局的三位能力者之一，當初希望用自己的能力監視能力有關的事件。在淺井惠等人的幫助之下，成功逃離管理局的囚禁，與戀人佐佐野宏相會後，並打算離開咲良田，就算壽命只剩下一週的時間。
佐佐野宏幸（Sasano Hiroyuki，聲：中博史、關根明良（少年）；演：大石吾朗）
身材矮小的高齡男性。知道惠擁有「麥高芬」，並試圖與惠接觸；最後在淺井惠等人的幫助之下，成功與戀人-第一代魔女相會後，可能與第一代魔女一起離開咲良田了。
擁有「重現過去」的能力，撕下透過能力拍照拍出的照片，可以進去照片世界10分鐘。
浦地清次郎（聲：間島淳司）
浦地正宗的父親。當初成立管理局的三位能力者之一。擁有「消除特定情報與時間停止」的能力，死後能力的作用便會消失。
利用自己的能力消除世界上對「能力」的一切消息。原本預期因病只剩兩年壽命，但據魔女所述只要咲良田成功產出能力，他就會再活20年。後在正宗十二歲生日時被學生時代的加賀谷「上鎖」，成為永遠產出能力的「物體」。
浦地春子（聲：阿部里果）
浦地正宗的母親。當初成立管理局的三位能力者之一。擁有「使物體維持目前狀態」的能力，並不受能力影響。
比正宗的父親晚了八年，在正宗二十歲生日時被加賀谷「上鎖」，成為永遠產出能力的「物體」。最後正宗決定解鎖使其甦醒。

### 其他人物
倉川真理（Kurakawa Mari，聲：久野美咲）
2年前就讀於川原坂小學的七歲女童，是真理的母親（聲：半場友惠）用能力所造出來的生命，真正的「倉川真理」早已死於母親腹中。在公園哭泣的時候讓春埼發現，似乎自那以來就很仰慕春埼。
真理父親無法接受造出來的「真理」，三年後便逃走，而真理母親也開始無法把真理當作自己的孩子，管理局介入後打算讓母親離開咲良田，便可忘記「真理」的事情，「真理」則交給管理局安置，但其實是管理局想隱藏製作生命的能力，為了多數人的幸福，打算只選擇犧牲「真理」一人。最後在惠、春埼等人的做法讓母親回想當年創造出「真理」的心情以便說服她，母親也做出決定不離開咲良田。
坂上央介（Sakagami Yōsuke，聲：井口祐一；演：岩井拳士朗）
惠在七坂國中時的學生會長，後來升入咲良田外的高中；國中三年級的冬天曾一度離開咲良田，但由於某個緣由而再度返回咲良田。
擁有「共享」的能力，實際能力的應用是用右手碰到的人能力可複製給左手碰到的人。
世良佐和子（Sera Sawako，聲：逢田梨香子）
蘆原橋高中一年級生，與惠和春埼同學年。是個非常認真，絕不輕易破壞規矩的人；一直相信「美的事物就在自己心裡」，因此在國中時遭稱作「風紀股長」。
擁有「進入鏡子或玻璃所映照出的風景」的能力，彈珠也可以。
米琪兒／片桐穗乃歌（Michiru，聲：內田真禮）
惠等人在調查時在「夢世界」中遇到的少女，總是和一隻青色的鳥待在一起。
擁有「夢世界」的能力，她在夢世界能實現任何事，也能給予來到這裡的人任何一切；其能力真實面貌是創造出一個複製現實世界的世界。
奇爾奇爾（聲：河西健吾）
一直在「夢世界」保護著米琪兒，在「夢世界」中是可以實現任何願望的存在，平常的樣貌是一隻青色的鳥。
野貓屋的老爺爺（聲：土師孝也）
在「夢世界」與貓一同住在洋房的老人，在野之尾的小時候就有交流過，是她的第一個朋友，並告訴她：認為喜愛公式是種美的象徵。
擁有著寫「劇本的抄本」能力，能夠紀錄世界的真實，記載重啟後改變的事、預知未來的事等所有事，所有人行動都是按照劇本行動。
美空的母親（聲：天野由梨）
春埼美空的母親。
淺井橫（聲：よのひかり；演：八木亞希子）
淺井惠的母親。
淺井惠（女）（Asai Megumi，聲：金子彩花）
惠進入咲良田之後其母所生的親妹妹，取同一個對應漢字當名（但念法不同，念做「惠（Megumi）」）。

## 出版書籍

### 輕小說
| 集數 | 角川Sneaker文庫                    | 角川Sneaker文庫 | 角川Sneaker文庫        | 四季出版                   | 四季出版       | 四季出版               | 百花洲文艺出版社         | 百花洲文艺出版社 | 百花洲文艺出版社       |
| 集數 | 副標題                             | 初版發售日期    | ISBN                   | 副標題                     | 初版發售日期   | ISBN                   | 副标题                   | 初版发售日期     | ISBN                   |
| ---- | ---------------------------------- | --------------- | ---------------------- | -------------------------- | -------------- | ---------------------- | ------------------------ | ---------------- | ---------------------- |
| 1    | CAT, GHOST and REVOLUTION SUNDAY   | 2009年6月1日    | ISBN 978-4-04-474301-7 | 貓、幽靈及星期天革命！     | 2013年8月28日  | ISBN 978-986-88809-5-5 | 猫、幽灵和星期天的革命   | 2017年6月        | ISBN 978-7-5500-2231-7 |
| 2    | WITCH, PICTURE and RED EYE GIRL    | 2010年3月1日    | ISBN 978-4-04-474302-4 | 魔女、相片及紅眼女孩       | 2016年1月7日   | ISBN 978-986-89927-2-6 | 魔女、回忆和红眼睛的女孩 | 2017年10月       | ISBN 978-7-5500-2395-6 |
| 3    | MEMORY in CHILDREN                 | 2010年9月1日    | ISBN 978-4-04-474303-1 | 兒時記憶                   | 2016年3月31日  | ISBN 978-986-56869-0-1 | 机械装置的选择           | 2018年2月        | ISBN 978-7-5500-2641-4 |
| 4    | GOODBYE is not EASY WORD to SAY    | 2010年12月1日   | ISBN 978-4-04-474304-8 | 道別不是容易的事           | 2016年10月28日 | ISBN 978-986-93126-1-5 |                          |                  |                        |
| 5    | ONE HAND EDEN                      | 2011年5月1日    | ISBN 978-4-04-474305-5 | 掌中伊甸                   | 2017年4月20日  | ISBN 978-986-94338-4-6 |                          |                  |                        |
| 6    | BOY, GIRL and --                   | 2011年12月1日   | ISBN 978-4-04-474306-2 | 男孩、女孩和──             | 2017年8月30日  | ISBN 978-986-94797-1-4 |                          |                  |                        |
| 7    | BOY, GIRL and the STORY of SAGRADA | 2012年4月1日    | ISBN 978-4-04-100209-4 | 男孩、女孩和咲良田故事(完) | 2017年9月27日  | ISBN 978-986-95068-6-1 |                          |                  |                        |

### 漫畫
由吉原雅彥負責作畫，於《月刊少年Ace》2011年2月號至11月號連載。2冊完結，僅改編原作第1集的內容。
| 冊數 | 角川書店       | 角川書店               | 四季出版       | 四季出版           |
| 冊數 | 發售日期       | ISBN                   | 發售日期       | ISBN               |
| ---- | -------------- | ---------------------- | -------------- | ------------------ |
| 1    | 2011年11月26日 | ISBN 978-4-04-120011-7 | 2013年8月28日  | ISBN 9789868980600 |
| 2    | 2011年11月26日 | ISBN 978-4-04-120012-4 | 2013年11月21日 | ISBN 9789868980693 |

## 電視動畫

### 製作人員
- 原作：河野裕[4]
- 監督：川面真也
- 系列構成、劇本：高山克彥
- 角色設計：下谷智之
- 道具設計：高瀨
- 美術設定：谷內優穗
- 美術監督：海野有希
- 色彩設計：水野愛子
- 3D導演：池沼勇人
- 攝影監督：石黑晴嗣
- 剪輯：長谷川舞
- 音響監督：龜山俊樹
- 音樂：Rayons
- 動畫製作：david production
- 製作：動畫「重啟咲良田」製作委員會

### 主題曲
片頭曲
「Reset」（第1話—第12話）
作詞：Manami，作曲、編曲：瀧澤俊輔，主唱：牧野由依
（第13話—第24話）
主唱：WEAVER，作曲、作詞：山本雄治
片尾曲
（第1話－第12話）
作詞、作曲：山中拓也，編曲、主唱：THE ORAL CIGARETTES
「Colors of Happiness」（第13話－第24話）
作詞、主唱：牧野由依，作曲、編曲：濱崎裕司

### 各話列表
| 話數   | 日文標題                                     | 中文標題                  | 分鏡       | 演出            | 作畫監督                                     | 改編自原作 |
| ------ | -------------------------------------------- | ------------------------- | ---------- | --------------- | -------------------------------------------- | ---------- |
| 第1話  | MEMORY in CHILDREN 1/3                       | 兒時記憶1/3               | 川面真也   | 川面真也        | 前田義宏                                     | 第3卷      |
| 第2話  | MEMORY in CHILDREN 2/3                       | 兒時記憶2/3               | 佐山聖子   | 加藤顯          | 下谷智子、蘇武裕子 今井亞美                  | 第3卷      |
| 第3話  | CAT, GHOST and REVOLUTION SUNDAY 1/2         | 貓、幽靈及星期天革命1/2   | 木宮茂     | 木宮茂          | Cha Myoung Jun                               | 第1卷      |
| 第4話  | CAT, GHOST and REVOLUTION SUNDAY 2/2         | 貓、幽靈及星期天革命2/2   | 黑瀨大輔   | 江副仁美        | 石川哲也、諸行沙羅                           | 第1卷      |
| 第5話  |                                              | 彈珠世界與糖果抗體        | 佐佐木勅嘉 | 佐佐木勅嘉      | Ahn Jeong Mi                                 | 第4卷      |
| 第6話  | WITCH, PICTURE and RED EYE GIRL 1/3          | 魔女、相片及紅眼女孩1/3   | 木宮茂     | 加藤顯          | 高阪雅基、Cha Myoung Jun 前田義宏            | 第2卷      |
| 第7話  | WITCH, PICTURE and RED EYE GIRL 2/3          | 魔女、相片及紅眼女孩2/3   | 西森章     | 村田光          | 木下由衣、高橋初美                           | 第2卷      |
| 第8話  | WITCH, PICTURE and RED EYE GIRL 3/3          | 魔女、相片及紅眼女孩3/3   | 山崎雄太   | 高村雄太        | 、森悅史 Cha Myoung Jun Shin Hyung Woo       | 第2卷      |
| 第9話  | Strapping/Goodbye is not an easy word to say | 捆綁/再會不是輕易說出口   | 坂田純一   | 矢野孝典        | 西村彩                                       | 第4卷      |
| 第10話 | MEMORY in CHILDREN 3/3                       | 兒時記憶3/3               | 吉田泰三   | 朝木幸彥        | 横山謙次、Cha Myoung Jun Shin Hyung Woo      | 第3卷      |
| 第11話 |                                              | 某日的春埼同學            | 藤本次朗   | 藤本次朗        | Ahn Jeong Mi、今岡大 齋藤大輔                | 第4卷      |
| 第12話 | ONE HAND EDEN 1/4                            | 掌中伊甸1/4               | 大脊戶聰   | 大脊戶聰        | 高阪雅基、諸行沙羅 前田義宏、 Shin Hyung Woo | 第5卷      |
| 第13話 | ONE HAND EDEN 2/4                            | 掌中伊甸2/4               | 佐山聖子   | 佐佐木真哉      | 能海知佳、宮田瑠美                           | 第5卷      |
| 第14話 | ONE HAND EDEN 3/4                            | 掌中伊甸3/4               | 坂田純一   | 加藤顯 朝木幸彥 | 橫山謙次、 Cha Myoung Jun                    | 第5卷      |
| 第15話 | ONE HAND EDEN 4/4                            | 掌中伊甸4/4               | 西田正義   | 高村雄太        | 中山美雪、高阪雅基 Cha Myoung Jun、前田義宏  | 第5卷      |
| 第16話 | BOY, GIRL and —— 1/4                         | 男孩、女孩和——1/4         | 西田正義   | 村田光          | Cha Myoung Jun、今岡大 諸行沙羅、            | 第6卷      |
| 第17話 | BOY, GIRL and —— 2/4                         | 男孩、女孩和——2/4         | 吉田泰三   | 副島惠文        | Ahn Jeong Mi                                 | 第6卷      |
| 第18話 | BOY, GIRL and —— 3/4                         | 男孩、女孩和——3/4         | 西田正義   | 朝木幸彥        | Cha Myoung Jun、中山美雪 小野陽子            | 第6卷      |
| 第19話 | BOY, GIRL and —— 4/4                         | 男孩、女孩和——4/4         | 津田尚克   | 龜井隆廣        | 高阪雅基、橫山謙次 前田義宏、                | 第6卷      |
| 第20話 | BOY, GIRL and the STORY of SAGRADA 1/5       | 男孩、女孩和咲良田故事1/5 | 木宮茂     | 木宮茂          | Cha Myoung Jun、今岡大 三浦春樹、齋藤大輔    | 第7卷      |
| 第21話 | BOY, GIRL and the STORY of SAGRADA 2/5       | 男孩、女孩和咲良田故事2/5 | 西森章     | 阿部雅司        | Cha Myoung Jun、橫山謙次 諸行沙羅            | 第7卷      |
| 第22話 | BOY, GIRL and the STORY of SAGRADA 3/5       | 男孩、女孩和咲良田故事3/5 | 吉田泰三   | 藤本次朗        | 齋藤大輔、Cha Myoung Jun 今岡大、諸行沙羅    | 第7卷      |
| 第23話 | BOY, GIRL and the STORY of SAGRADA 4/5       | 男孩、女孩和咲良田故事4/5 | 大脊戶聰   | 大脊戶聰        | Ahn Jeong Mi、今岡大 諸行沙羅                | 第7卷      |
| 第24話 | BOY, GIRL and the STORY of SAGRADA 5/5       | 男孩、女孩和咲良田故事5/5 | 坂田純一   | 朝木幸彥        | 高阪雅基、橫山謙次 三浦春樹、Cha Myoung Jun  | 第7卷      |

### BD&DVD
| 卷數 | 發售日期       | 收錄話數       | 規格編號  | 規格編號  |
| 卷數 | 發售日期       | 收錄話數       | BD        | DVD       |
| ---- | -------------- | -------------- | --------- | --------- |
| 1    | 2017年7月26日  | 第1話－第6話   | KAXA-7521 | KABA-9822 |
| 2    | 2017年9月27日  | 第7話－第12話  | KAXA-7522 | KABA-9823 |
| 3    | 2017年11月29日 | 第13話－第18話 | KAXA-7523 | KABA-9824 |
| 4    | 2018年1月24日  | 第19話－第24話 | KAXA-7524 | KABA-9825 |

## 電影

### 製作人員
- 監督：深川榮洋（日语：深川栄洋）
- 製片：春明慶
- 主題曲：flumpool「ラストコール（日语：ラストコール）」
- 配給：ショウゲート（日语：ショウゲート）

## 外部連結
- 「重啟咲良田」原作網站（日語）
- 電影「重啟咲良田」官方網站（日語）
- 電影「重啟咲良田」官方的X（前Twitter）（日語）
- 電視動畫「重啟咲良田」官方網站（日語）
- 電視動畫「重啟咲良田」官方的X（前Twitter）（日語）